# Drets del col·lectiu LGBT a Madagascar

Aquest és un article sobre els drets LGBT a Madagascar. Les persones lesbianes, gais, bisexuals i transsexuals a Madagascar han d'afrontar reptes legals que no experimenten els residents no LGBT. L'homosexualitat és legal, no obstant això, les persones LGBT es troben exposades a l'absència de lleis que prohibeixin la discriminació basada en l'orientació sexual i identitat de gènere, sumat al fet que no existeix reconeixement per a les parelles del mateix sexe.

## Legalitat de l'homosexualitat
Els actes homosexuals entre adults, per mutu consentiment i dins de l'àmbit privat mai han estat criminalitzats per la llei des de la seva formació com a Estat sobirà en 1960. La majoria d'edat en la legislació malgaix està fixada en 21 anys. El Codi Penal estableix en l'Article 331 sancions de presó i multes per als actes que siguin «indecents o contra natura amb un individu del mateix sexe menor a 21 anys», per la qual cosa sota aquesta interpretació, l'edat de consentiment sexual homosexual no es troba equiparada a l'heterosexual.

## Protecció contra la discriminació
La legislació no contempla lleis contra la discriminació sobre la base d'orientació sexual i identitat de gènere.

## Reconeixement a unions del mateix sexe
No existeix un reconeixement al matrimoni entre persones del mateix sexe, com tampoc de la unió civil, en conseqüència, la legislació no reconeix a la família homoparental.

## Adopció de nens
Només les parelles casades heterosexuals poden adoptar nens a Madagascar.

## Situació social
L'informe sobre els Drets Humans del Departament d'Estat dels Estats Units del 2011 va trobar que "[hi] havia una discriminació social general contra la comunitat LGBT" i que "l'orientació aexual i la identitat de gènere no es discutien àmpliament al país, amb actituds públiques que variaven des de l'acceptació tàcita al rebuig violent, en particular dels treballadors sexuals transsexuals". L'informe també va trobar que "els treballadors del sexe LGBT eren freqüentment objectius d'agressió, inclòs l'abús verbal, el llançament de pedres i fins i tot l'assassinat. En els últims anys, la consciència d'orgull gai havia augmentat a través de l'exposició positiva als mitjans, però les actituds generals no han canviat."
L'Associació de Gais i Lesbianes de Madagascar (AGLM), és una col·lectivitat que lluita per la igualtat de drets de la comunitat LGBT al país.

## Taula resum
| Activitat sexual legal amb el mateix sexe                     | (Sempre legal) |
| Mateixa edat de consentiment                                  | [ 5 ]          |
| Lleis antidiscriminació a la feina                            | No             |
| Lleis antidiscriminació en la prestació de béns i serveis     | No             |
| Matrimoni del mateix sexe                                     | No             |
| Lleis antidiscriminació en el discurs de l'odi i la violència | No             |
| Reconeixement de les parelles del mateix sexe                 | No             |
| Adopció de fillastres per parelles del mateix sexe            | No             |
| Adopció conjunta per parelles del mateix sexe                 | No             |
| Prestació de servei militar per gais i lesbianes              |                |
| Dret legal a canviar de gènere                                |                |
| Accés a la fecundació in vitro per lesbianes                  | No             |
| Subrogació comercial per a parelles d'homes homosexuals       | No             |
| Permís per donar sang als MSMs                                | No             |